# FBI 데스트랩
FBI 데스트랩(Midnight in the Switchgrass)은 미국에서 제작된 랜들 에멧 감독의 2021년 액션, 범죄, 스릴러 영화이다. 메간 폭스 등이 주연으로 출연하였다.

## 출연
- 메건 폭스 : 레베카 롬바르디 역
- 에밀 허시 : 바이런 크로포드 역
- 브루스 윌리스 : 칼 헬터 역
- 루커스 하스 : 피터 역
- 머신 건 켈리 (래퍼) : 바이런 크로포드 역
- 마이클 비치
- 케이틀린 카미첼
- 재키 크루즈 : 수잔나 역